# Banco de Costa Rica
El Banco de Costa Rica (BCR) es una entidad bancaria estatal de índole comercial que opera en Costa Rica.
El banco se ha constituido como una de las más sólidas empresas bancarias de Costa Rica y de la región centroamericana.
Desde su fundación en 1877, ha sido testigo y promotor de cambios relevantes en la historia costarricense.  En sus primeros años pasó de ser un banco privado fundamentalmente comercial, a ser designado como emisor de moneda y administrar exclusivamente rentas públicas en la última década del siglo XIX.
Luego del Decreto de Nacionalización Bancaria en 1948, el Banco de Costa Rica pasó a ser un ente financiero estatal con una participación muy activa en el desarrollo del país, siendo no solo un ejemplo de modernización de los servicios bancarios, sino constituyéndose hasta hoy como un brazo indispensable para el Estado en la ejecución de importantes proyectos de obra pública.
Durante la segunda mitad del año 2017, el Banco de Costa Rica se vio envuelto en un escándalo en torno al otorgamiento, presumiblemente irregular, de un crédito cuantioso a una empresa importadora de cemento.  Este caso, denominado popularmente como "El Cementazo" fue investigado por una comisión especial en la Asamblea Legislativa y denunciado ante el Ministerio Público, causando gran incertidumbre en funcionarios, clientes y la población en general.  El caso continúa en investigación.

## Historia

### Inicios

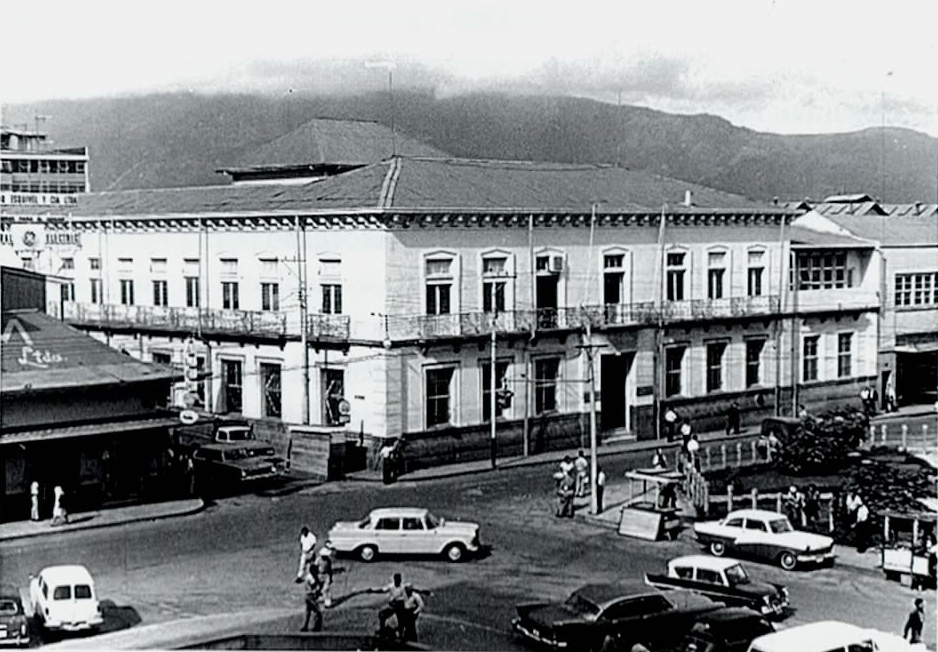
Edificio del Banco de Costa Rica, alrededor de 1960, ubicado en la antigua Plaza de Armas, San José.

El Banco de Costa Rica fue creado como Banco de la Unión el 20 de abril de 1877.  Su socio y precursor más importante fue Gaspar Ortuño y Ors, quien provenía de una familia de tradición cafetalera y pensó en forjar una empresa financiera para llevar a cabo actividades de préstamo y captación de depósitos, entre otras. En 1890 el Banco de la Unión pasó a llamarse Banco de Costa Rica.
En la década de 1890, el Contrato Soto-Ortuño; un documento promulgado por el entonces Presidente de la República, Bernardo Soto Alfaro, permitió al Banco de Costa Rica ser emisor de moneda, con el objetivo de resolver las necesidades de la creciente economía, derivadas de las distintas actividades comerciales que en aquellos años tomaban fuerza en el país.
Para 1928, El Banco de Costa Rica ya contaba con sucursales bancarias en los puertos de Limón y Puntarenas, siendo su primer paso en la descentralización de los servicios que hasta entonces se concentraban en la capital, San José.

### Nacionalización Bancaria
En 1948, el gobierno de José Figueres Ferrer redactó el Decreto de Ley N.º 71, en el cual se estableció la nacionalización de los bancos privados.  El Estado pasó a tener, mediante sus instituciones un mayor control económico con el objetivo de promover el desarrollo del país.
En consecuencia al Decreto de Nacionalización Bancaria, el Banco de Costa Rica llegó a consolidarse en las décadas siguientes como un banco de amplia participación en el mercado financiero.  Sus actividades fueron clave para la mejora de las condiciones de vida de los habitantes costarricenses, otorgando, en primera instancia, facilidades de ahorro y crédito y adicionalmente impulsando el desarrollo del proyectos en sectores como el agro, la industria y obra pública.

### Regreso de la Banca Privada
Desde 1994, año en que se decreta la apertura del mercado de cuentas corrientes y captaciones de depósitos, se establecen nuevamente las entidades bancarias privadas en el país.  El Banco de Costa Rica, al igual que los otros integrantes de la banca estatal, comenzó un proceso de modernización de cara a la competencia y a la mejora sustancial de sus servicios bancarios.

## Estructura de la organización
Por ser una institución pública autónoma, el Banco de Costa Rica se rige por la Ley Orgánica del Sistema Bancario Nacional.   Su estructura está conformada por una junta directiva general, nombrada por el Consejo de Gobierno por períodos de 8 años o menos cuando se trata de sustituciones.  Además la Junta tiene a su cargo el nombramiento del gerente general y subgerentes por períodos de 6 años.
En la actualidad la junta directiva del Banco de Costa Rica está conformada de la siguiente manera:
| Nombre                       | Cargo          |
| ---------------------------- | -------------- |
| Mahity Flores Flores         | Presidenta     |
| María del Pilar Muñoz Fallas | Vicepresidente |
| Néstor Solís Bonilla         | Director       |
| Sonia Mora Jiménez           | Directora      |
| Luis Emilio Cuenca Botey     | Director       |
| Eduardo Rodríguez del Paso   | Director       |
| Fernando Víquez Salazar      | Director       |

Actualmente el Conglomerado del Banco de Costa Rica (Banco y sus subsidiarias) cuenta con 4,600 empleados .

## Servicios
El Banco de Costa Rica brinda una amplia gama de servicios bancarios a personas y empresas, tanto en captación como en crédito.  Cuenta con más de 230 sucursales bancarias distribuidas en todo el territorio costarricense.
Algunos de los servicios que brinda son los siguientes:

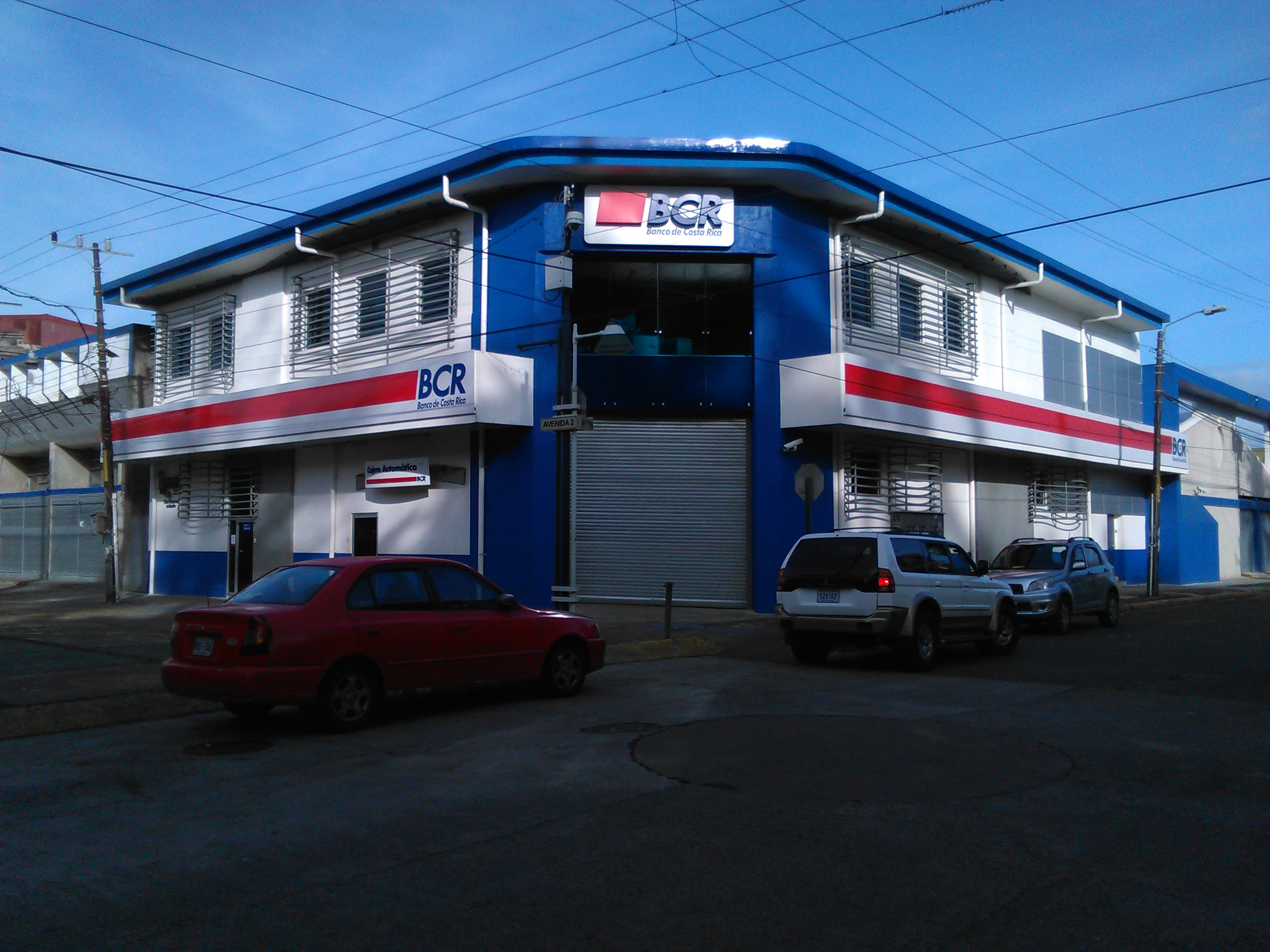
Sucursal del Banco de Costa Rica en Limón.

- Apertura de cuentas corrientes y de ahorro.
- Créditos hipotecarios, prendarios y fiduciarios.
- Depósitos a plazo.
- Tarjetas de débito y crédito.
- Red de cajeros automáticos.
- Banca por internet y aplicaciones móviles.
- Planes de pensión.
- Fondos de inversión.
- Operaciones de bolsa.
- Correduría de seguros.
- Fideicomisos.

## Subsidiarias
El Banco de Costa Rica cuenta con 4 subsidiarias, creadas para atender negocios financieros afines a su actividad.

### BCR Pensiones
Es una sociedad anónima creada en 1999 para administrar planes de pensión complementaria, voluntaria y colectivas.

### BCR Valores-Puesto de Bolsa
Esta subsidiaria brinda servicios de correduría de bolsa, operaciones de trading, apalancamiento y otras actividades bursátiles.

### BCR Sociedad Administradora de Fondos de Inversión
BCR SAFI se constituyó como una subsidiaria para incursionar en el negocio de los fondos de inversión.  Cuenta con una amplia oferta de negocios en la cartera de inversiones a la vista y fondos inmobiliarios.

### BCR Corredora de Seguros
Luego de que en 2008 se implementara la apertura del mercado de los seguros en el país, el Banco de Costa Rica creó esta sociedad para brindar a sus clientes asesoría en la adquisición de productos de las principales aseguradoras.

## Participaciones en otras entidades y marcas

### BICSA

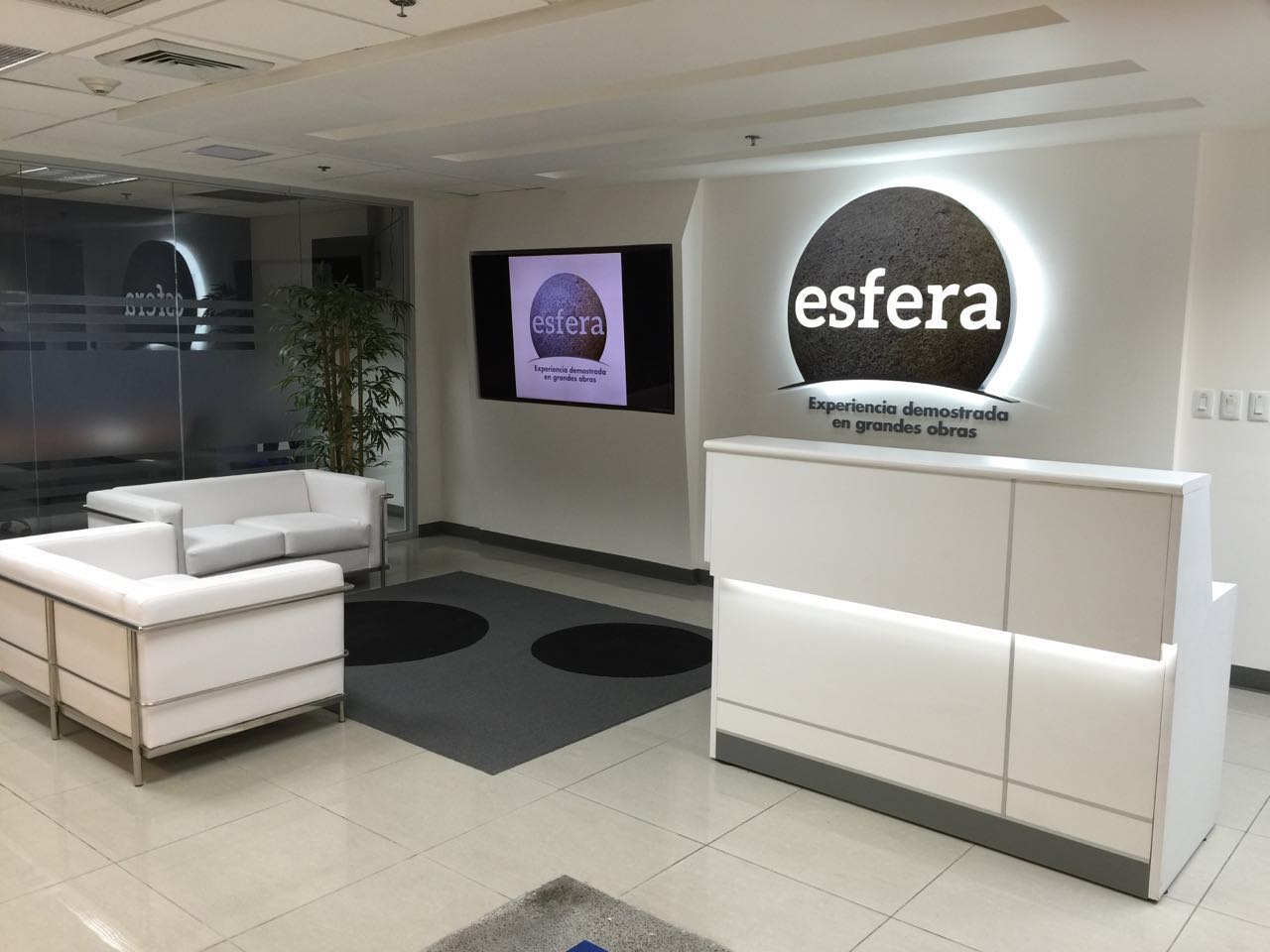
Oficina de Esfera, ubicada en San José

El Banco de Costa Rica es propietario del 51% de las acciones del Banco Internacional de Costa Rica (BICSA), un banco de capital costarricense creado para incursionar en los negocios financieros fuera de Costa Rica.  Este Banco tiene presencia en Panamá y Miami.

### Esfera
Esfera, es una marca que fue creada por el Banco de Costa Rica en abril de 2016 para apoyar la actividad de fideicomisos de obra pública y privada.  Actualmente maneja una cartera de numerosos proyectos en el ámbito de la infraestructura en los campos de la educación y la construcción de carreteras.

### Tucán
La marca Tucán fue develada en noviembre de 2016.  Se trata de un concepto de renovación de identidad e imagen para los corresponsales no bancarios que brindan servicios del Banco de Costa Rica, como pulperías, ferreterías, panaderías y otros similares.  El lanzamiento de Tucán fue controversial, pues utilizó un comercial de televisión que causó revuelo en redes sociales y medios de comunicación, por tocar aparentemente, de forma poco apropiada algunos temas estereotípicos relativos a las pensiones alimentarias.

## Premios y reconocimientos
El Banco de Costa Rica ha recibido importantes premios a la excelencia de sus servicios en los últimos años. Estos premios han sido otorgados por revistas bancarias como Euromoney, World Finance y The Banker.
- 2015 - World Finance Banking Awards: "Mejor Grupo Bancario en Costa Rica" (Best Banking Group of 2015, Costa Rica)
- 2014 - The Banker: "Banco del Año en Costa Rica" (Bank of the Year in Costa Rica)
- 2014 - World Finance Banking Awards: "Mejor Grupo Bancario en Costa Rica" (Best Banking Group of 2014, Costa Rica)
- 2014 - Latin Finance: "Banco del Año en Costa Rica" (Bank of the Year in Costa Rica)
- 2013 - The Banker: "Banco del Año en Costa Rica" (Bank of the Year in Costa Rica)
- 2013 - Euromoney: "Banco del Año en Costa Rica" (Best Bank of Costa Rica)
- 2013 - World Finance Banking Awards: "Mejor Grupo Bancario en Costa Rica" (Best Banking Group of 2013, Costa Rica)
- 2012 - Euromoney: "Banco del Año en Costa Rica" (Best Bank of Costa Rica)
- 2012 - World Finance Banking Awards: "Mejor Grupo Bancario en Costa Rica" (Best Banking Group of 2012, Costa Rica)
- 2012 - Latin Finance: "Banco del Año en Costa Rica" (Bank of the Year in Costa Rica)
- 2012 - The Banker: "Banco del Año en Costa Rica" (Bank of the Year in Costa Rica)

## Responsabilidad social

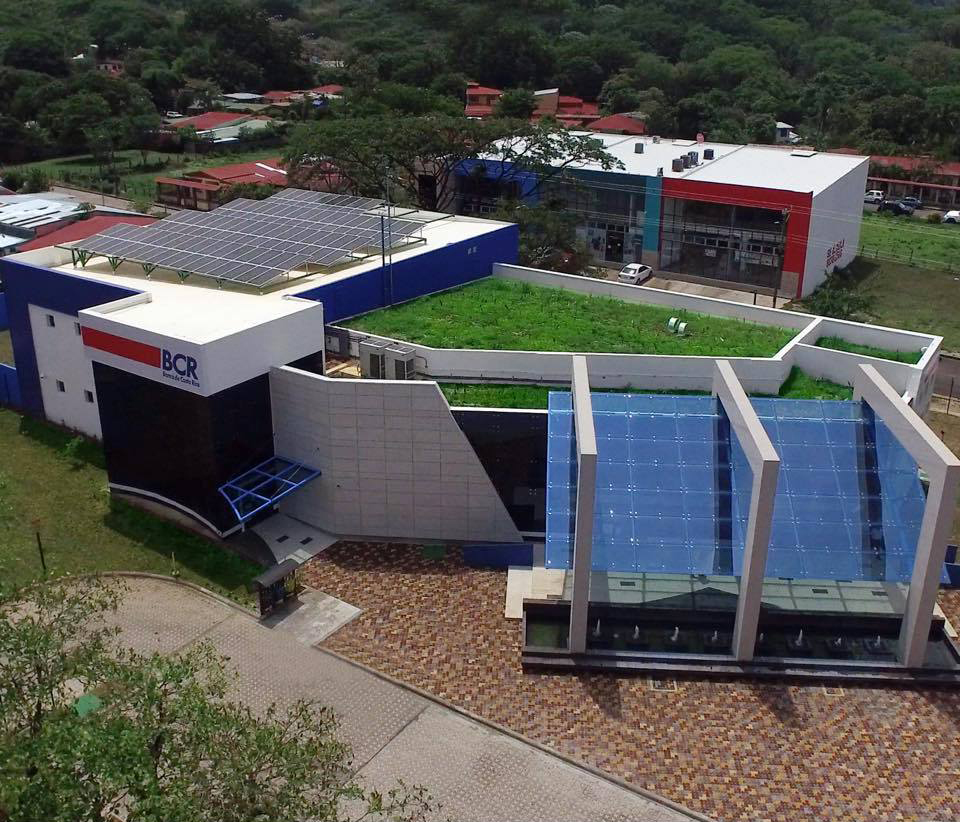
Sucursal bancaria amigable con el ambiente del BCR en Nicoya, Guanacaste.

El Banco de Costa Rica participa activamente en programas de Responsabilidad Social Corporativa.  Sus principales planes se enfocan en la sostenibilidad del medio ambiente, además de planes de gobernabilidad de sus procesos para la mejora de la gestión empresarial de sus grupos de interés, funcionarios internos y proveedores.
En años recientes también se ha destacado por la adopción de métodos de construcción amigables con el ambiente, inaugurando una decena de sucursales con sistemas de iluminación, abastecimiento y ventilación implementados bajo las normas ambientales vigentes.
De la misma manera, el Banco de Costa Rica ha logrado el galardón de Bandera Azul Ecológica en varias de sus sucursales bancarias.